# Jacques de la Villeglé

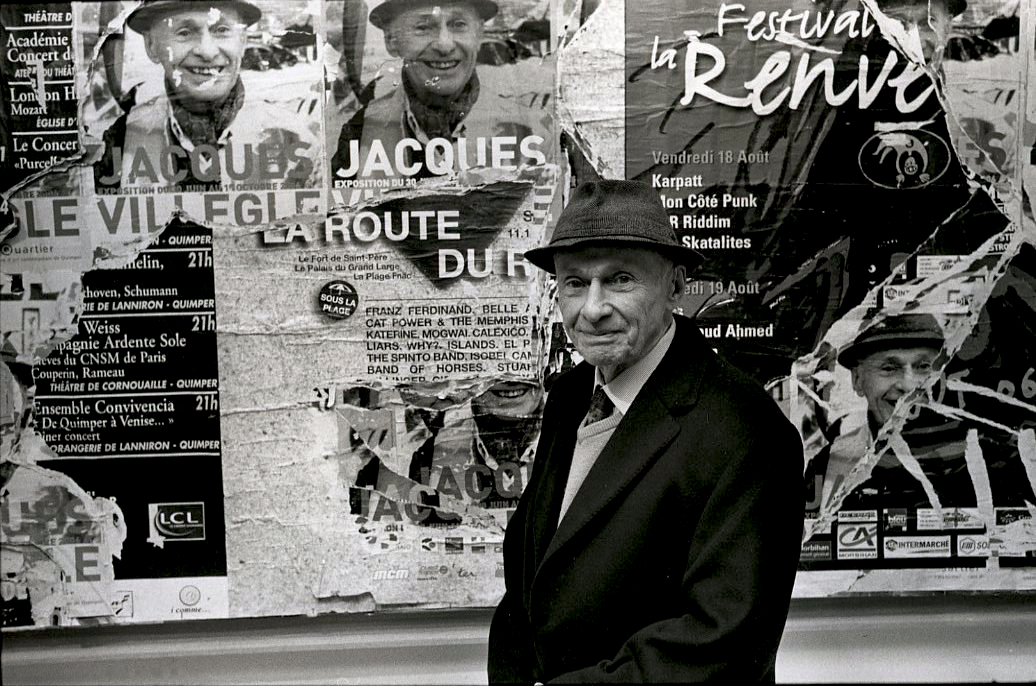
Jacques de la Villeglé (2016), Foto: François Poivret.

Jacques de la Villeglé (* 27. März 1926 in Quimper; † 6. Juni 2022 in Paris), geboren als Jacques Mahé de la Villeglé, auch bekannt als Jacques Villeglé, war ein französischer Künstler und Mitbegründer des Nouveau Réalisme.

## Leben und Werk
Jacques de la Villeglé studierte von 1944 bis 1946 Kunst und Architektur an der École des Beaux-Arts in Rennes und von 1947 bis 1949 Architektur an der École Nationale Supérieure des Beaux-Arts in Nantes. Im Jahr 1947 begann er, in Saint-Malo Objets trouvés zu sammeln – zunächst das, was der Krieg übrig gelassen hatte, Stahlstücke, Reste des Atlantikwalls, die er zu Skulpturen zusammenfügte. Zusammen mit seinem Freund Raymond Hains, den er während seiner Studien in Rennes kennengelernt hatte, konzentrierte er sich ab Dezember 1949 in Paris auf zerrissene Plakate, die sie von Wänden abnahmen und zu neuen Werken auf Leinwand umgestalteten. Ihre Zusammenarbeit fand bis zum Jahr 1954 statt. Die erste gemeinsame Arbeit war Ach Alma Manetro; der Titel entstand nach den Wortfragmenten, die auf dem Abriss zu lesen waren. Ihre Werke waren der Anlass für die Entstehung des Kunstbegriffs Décollage. Die Freunde bezeichneten sich als „affichistes“ (Plakatabreißer), ihre Werke als „affiches lacérées“ (abgerissene Plakate).
Im Februar 1954 trafen Villeglé und Hains den lettristischen Schriftsteller François Dufrêne, der sie mit Yves Klein, Jean Tinguely und dem Kunstkritiker Pierre Restany bekannt machte. Zwischen 1950 und 1954 arbeiteten Villeglé und Hains an dem Farbfilm Pénélope, wobei sie mit einzelnen, doppelten und dreifachen geriffelten Linsen experimentierten, um Bilder nach ihren dominierenden Farben und Linien neu zu organisieren. Daraus resultierend, entstanden Experimente mit deformierten Linsen, die auf die normale Typographie der Lettern angewendet, diese verzerrten und zu der Idee eines ultimativen Alphabets führte, das der Aussprache trotzte. Dieses neue Alphabet fand Verwendung in der Publikation Hépérile éclaté von 1953, in der ein Gedicht von Camille Bryen extrapoliert wurde. 1956 heiratete Villeglé Marie-Françoise de Faultrier, das Ehepaar hat drei Töchter.
Im Jahr 1958 veröffentlichte Villeglé eine Übersicht über seine zerrissenen Plakate, Des Réalités collectives, die in gewisser Hinsicht ein Vorläufer des Manifests der Gruppe Nouveau Réalisme bildete, der er sich am 27. Oktober 1960 wie Hains und Dufrêne als Gründungsmitglied in Paris anschloss. Villeglé und Hains hatten deren ästhetische Prinzipien vorweggenommen: Kunst des Alltags und des Zufalls, Vermeidung von Technik, Handwerk und Humor. Villeglé interessierte sich für eine anonyme Kunst der Straße. Es fand eine Umwertung statt: Das Zerrissene und Kaputte, das bald von der Stadtreinigung beseitigt worden wäre, wurde von diesem „Plakatabreißer“ gerettet.

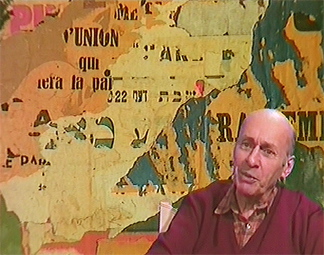
Jacques de la Villeglé, 1995

Ab dem Jahr 1969 begann Villeglé, grafische Werke zu schaffen, in denen er sein „sozio-politisches Alphabet“ verarbeitete, ein Alphabet aus modifizierten Buchstaben. Beispiele für die Buchstaben in seinem Alphabet sind das anarchistische umkreiste „A“, das „E“ aus Tschachotins drei Pfeilen sowie das „G“, das aus Hammer, Sichel und einem Stern besteht.
1971 eröffnete der Kunsthistoriker und Museumsdirektor Pontus Hultén die erste Retrospektive seiner Werke im Moderna Museet in Stockholm.
In dem 2006 veröffentlichten Buch La traversée Urbi & Orbi betätigte sich Villeglé als Autor. Er versammelte darin Aufsätze zu seiner Kunst und setzt sich unter anderem mit Marcel Duchamps Readymades auseinander. Ebenso befasste er sich mit früheren bekannten Künstlern wie dem Surrealisten Léo Malet und dem Dadaisten Johannes Baader.
Jacques de la Villeglé lebte in Paris und Saint-Malo.
Er starb am 6. Juni 2022 im Alter von 96 Jahren in Paris.

## Ehrungen
- 2008 komponierte Pierre Henry ihm zu Ehren sein „Un monde lacère“
- 2014 Médaille de la Ville de Paris
- 2019 Kommandeur des Ordre des Arts et des Lettres

## Ausstellungen (Auswahl)
- 1957: Galerie Colette Alendy, Paris
- 1962: New Realists, Neue Galerie im Künstler Haus, München
- 1963: Pierre Restany presenta Dufrène, Hains, Rotella, Villeglé, Galleria Schwarz, Mailand
- 1971: Dufrêne, Hains, Rotella, Villeglé, Vostell: Plakatabrisse aus der Sammlung Cremer, Staatsgalerie Stuttgart
- 1971–1972: Villeglé Retrospective 1949–1971, Moderna Museet, Stockholm; Museum Haus Lange, Krefeld
- 1977: Paris – New York, Centre Georges Pompidou, Paris
- 1986: Forty Years of Modern Art 1945–1985, Tate Gallery, London
- 2006: Jacques Villeglé, Le Quartier, Centre d’art contemporain de Quimper[9]
- 2007: Jacques Mahé de la Villeglé – Ein Plakatabreißer aus Paris, Stiftung Ahlers Pro Arte, Hannover (in Zusammenarbeit mit dem Sprengel Museum)[10]
- 2008: Jacques Villeglé, Retrospektive, Centre Georges Pompidou, Paris[11]
- 2015: Poesie der Großstadt. Die Affichisten. Schirn Kunsthalle, Frankfurt/Main
- 2024: Léger et les Nouveaux Réalismes. Musée d’Art Moderne et d’Art Contemporain, Nizza

## Werke (Auswahl)
- 1955: bleu O noir, Plakatabriss auf Leinwand, 30,5 × 53 cm, Museum of Modern Art, New York
- 1959: Les Triples de Maillot, Plakatabriss, Papier auf Leinwand, 117 × 224 cm, Museum Moderner Kunst, Wien
- 1959: Tapis Maillot, Plakatabriss auf Leinwand, 118 × 490 cm, Centre Pompidou, Paris
- 1962: 158 rue de Tolbiac (26.10.1962), Plakatabriss, Papier auf Leinwand, 330 × 260 cm, Städtisches Museum Abteiberg, Mönchengladbach
- 1965: Ohne Titel, Plakatabriss, Papier auf Holzplatte, 50 × 21,7 cm, Städtisches Museum Abteiberg, Mönchengladbach
- 1965: Rue Lafayette, Plakatabriss auf Leinwand, 28,5 × 23,5 cm, Fundació Stämpfli, Sitges (Barcelona)
- 1968: 122 rue du Temple, Plakatabriss auf Leinwand, 159,2 × 210,3 cm, Museum of Modern Art, New York
- 2002: Barcelone, Plakatabriss auf Leinwand, 75 × 51 cm, Fundació Stämpfli, Sitges (Barcelona)